# Avenir et développement du Mali
Pour les articles homonymes, voir ADM.

Avenir et Développement du Mali (ADM) est un parti politique du Mali, se réclamant social-démocrate et panafricain. Il est présidé par Madani Tall.
Sa devise est « La politique au service du peuple » et a trois baobabs pour symbole. Son président, Madani Tall, est un économiste formé à la SAIS de l’Université Johns-Hopkins de Washington DC ; son secrétaire général du Parti est Aboubacar Makanguilé, un biologiste spécialiste de la croissance verte.

## Historique
Le 4 avril 2007, l’Association Avenir et Développement du Mali (ADM) est créée. Elle regroupe des jeunes cadres maliens œuvrant pour la réélection d’Amadou Toumani Touré lors de l’élection présidentielle malienne de 2007.
Au sortir de cette élection qui a vu la victoire du président sortant, l’ADM a présenté une liste indépendante pour les élections législatives maliennes de 2007 dans le cercle de Kati. À la grande surprise de la classe politique malienne, cette association se place en troisième position, derrière deux conglomérats composés des partis les plus solidement implantés du pays, les groupements ADEMA/PASJ – URD  et RPM – CNID/FYT avec moins de mille voix d’écart.
En 2009, l'association présente des candidats aux élections communales ; Madani Tall est élu conseiller communal au pays dogon.
Le 19 décembre 2010, l’ADM a tenu son congrès constitutif, se transformant  en parti politique.